# Biochemie

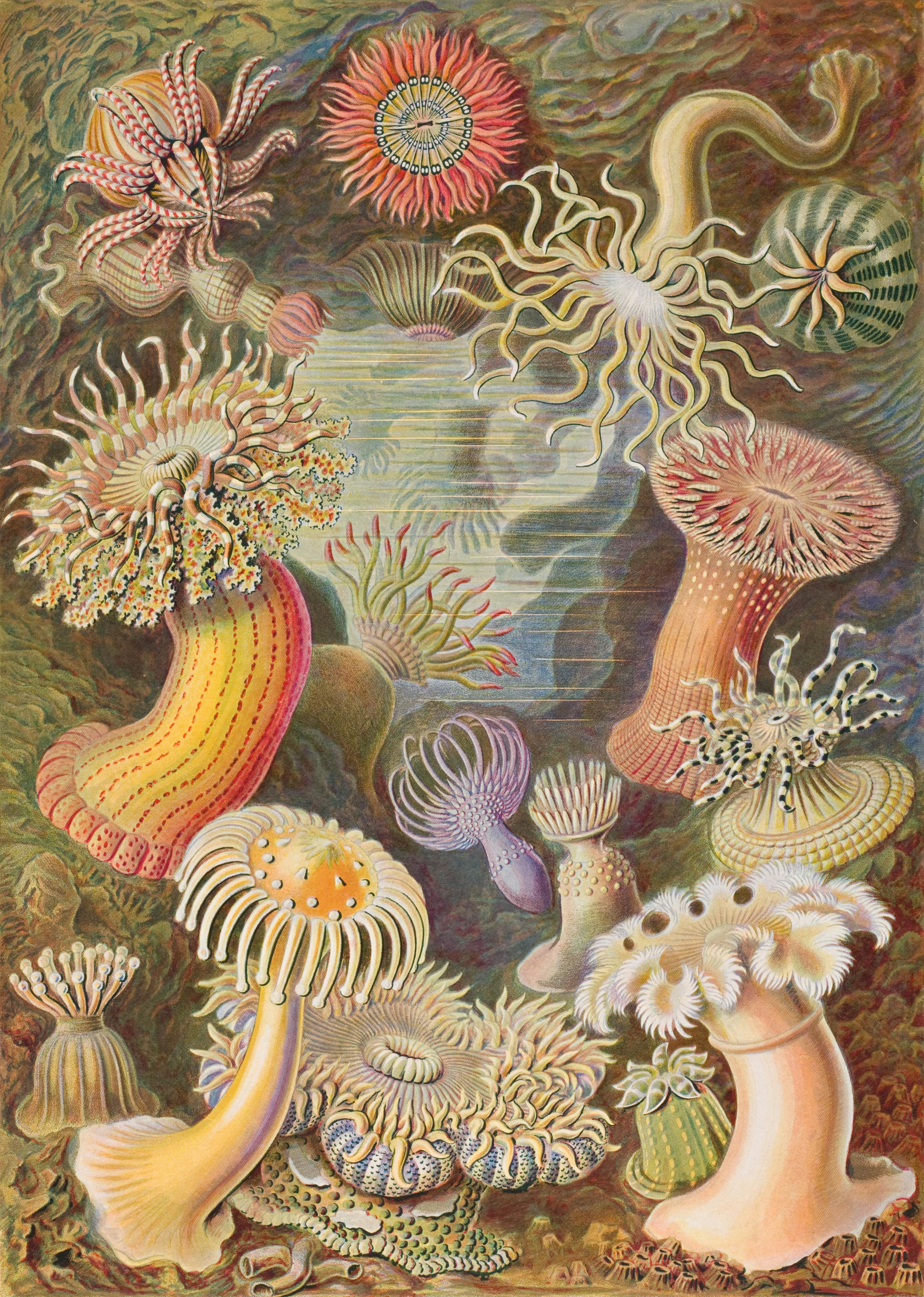
Jednoduché organismy

Biochemie je vědecká disciplína na pomezí biologie a chemie. Zabývá se chemickými pochody v živých organismech. Předmětem studia biochemie je struktura a funkce základních stavebních kamenů živé hmoty jako jsou sacharidy, tuky, bílkoviny, nukleové kyseliny a další biomolekuly. Tyto látky tvoří buňky, které jsou jednotkami živých organismů a vykonávají jejich základní životní funkce – dýchání, reakce na podněty, metabolismus a rozmnožování.
Biochemie se snaží na základě znalosti chemické struktury látek a chemických reakcí mezi nimi popsat procesy, které probíhají v buňkách, tkáních a orgánech živých organismů. Pomocí toho pak popsat strukturu a funkci těchto organismů. Biochemie úzce souvisí s molekulární biologií, která studuje molekulární mechanismy biologických procesů.
Předmětem zkoumání biochemie jsou biomolekuly (sacharidů, lipidů, bílkovin, nukleových kyselin), jejich struktury a jejich reakce. Dále je to metabolismus (které látky se ho zúčastňují, jak se přeměňují, jak probíhají příslušné mechanismy a jak jsou kontrolovány). A neméně důležité je studium výměny informací v živých organismech (jak jsou informace uchovávány, získávány a přenášeny, jak jsou různé systémy koordinovány v rámci buňky, mezi různými buňkami a mezi organismy). A mnoho dalších procesů v živých organismech.

## Historie biochemie
Počátky biochemie a organické chemie spadají do roku 1828, kdy německý chemik Friedrich Wöhler syntetizoval jednoduchou organickou látku (močovinu) z anorganických látek kyanátu draselného a síranu amonného. Tím dokázal, že živá a neživá příroda jsou tvořeny stejnými prvky, a že lze z anorganických látek připravit stejné látky, jaké se nalézají v živé přírodě. V roce 1833 byl Payenem izolován první enzym amyláza, tj. enzym rozkládající škrob.
Velký rozmach biochemie nastal ve 20. století spolu s rozvojem nových experimentálních technik jako chromatografie, elektroforéza, rentgenová difrakce, NMR spektroskopie, mikroskopie a technik molekulární biologie.
V dnešní době je tak známa většina metabolických pochodů v živých buňkách, víme jak buňka získává energii, z čeho se skládá a jak komunikuje se svým okolím. Máme představu i o tom, v čem se jednotlivé formy života liší a co mají naopak společného.

## Milníky v biochemii
19. století
- 1805 – Objev a izolace první aminokyseliny Pierrem Jeanem Robiquetem a Louisem-Nicolasem Vauquelinem
- 1828 – Syntéza organické močoviny z anorganického kyanovodíku amonného Friedrichem Wöhlerem
- 1833 – Objev prvního enzymu (diastázy) Anselme Payen
- 1869 – Objev jádra genetického materiálu Friedrichem Miescherem
- 1896 – Objev fermentace bez buněk Eduardem Buchnerem

20. století
- 1904 – Syntéza hormonu (testosteron) Friedrich Stolz
- 1926 – Objev respirační fermentační cytochromoxidázy Otto Warburgem
- 1927 – Izolace vitaminu C z nadledvin, pomerančového džusu nebo bílého zelí Albertem von Szent-Györgyi Nagyrápoltem
- 1929 – Objasnění mechanismu glykolýzy Gustavem Embdenem a Otto Meyerhofem, jakož i Jakubem Parnasem
- 1932 – Objasnění citrátového cyklu Hanse Adolfa Krebse
- 1953 – Objasnění struktury DNA Jamesem Watsonem, Francisem Crickem a Rosalind Franklinovou

## Předmět zkoumání biochemie

### Základní chemické prvky živých organismů
Pro živé organismy jsou nezbytné přibližně dvě desítky chemických prvků, ale pouze šest prvků (uhlík, vodík, dusík, kyslík, vápník a fosfor) tvoří téměř 99 % hmotnosti živých buněk. Dalšími nezbytnými prvky jsou draslík, síra, chlor, sodík, hořčík a další. Tyto prvky se nazývají makrobiogenní prvky nebo také makroelementy. V malých množstvích se ve většině živých organismů vyskytují železo, měď, zinek, mangan. V živočišných organismech jsou to navíc jod, fluor, kobalt, vanad a další. V rostlinných organismech jsou to navíc křemík, bor, molybden a další. Tyto prvky se nazývají mikrobiogenní prvky nebo také mikroelementy.
Ze sloučenin převažují kyseliny a jejich soli, především chloridy, uhličitany, fosforečnany a fluoridy.

### Základní biomolekuly živých organismů
Základními molekulami živých organismů, v biochemii často nazývané biomolekuly, jsou sacharidy, lipidy, bílkoviny a nukleové kyseliny. Jednoduché molekuly těchto látek nazýváme monomery a složité makromolekuly nazýváme polymery. A právě vytváření polymerů z monomerů je základem vzniku a fungování živých organismů.

#### Sacharidy
Sacharidy mají v živých organismech dvě hlavních funkce – skladování energie a vytváření struktury. Jedněmi z nejdůležitějších sacharidů pro organismy jsou glukóza, fruktóza, ribóza nebo deoxyribóza. Na Zemi je více sacharidů než jakýchkoliv jiný známých biomolekul. Používají se k ukládání energie a genetické informace, hrají důležitou roli v interakcích a komunikaci mezi buňkami.

#### Lipidy
Lipidy mají v živých organismech dvě hlavní funkce – zásobárna energie a ochrana orgánů. Patří sem především tuky, oleje, vosky, některé vitamíny a hormony. Mohou být v kapalném nebo pevném skupenství.
Chemicky jsou to převážně estery vyšších mastných kyselin a alkoholů. Přesněji řečeno se jedná o deriváty mastných kyselin jednosytného nebo trojsytného alkoholu. Mastné kyseliny jsou vyšší karboxylové kyseliny nasycené nebo nenasycené.

#### Bílkoviny

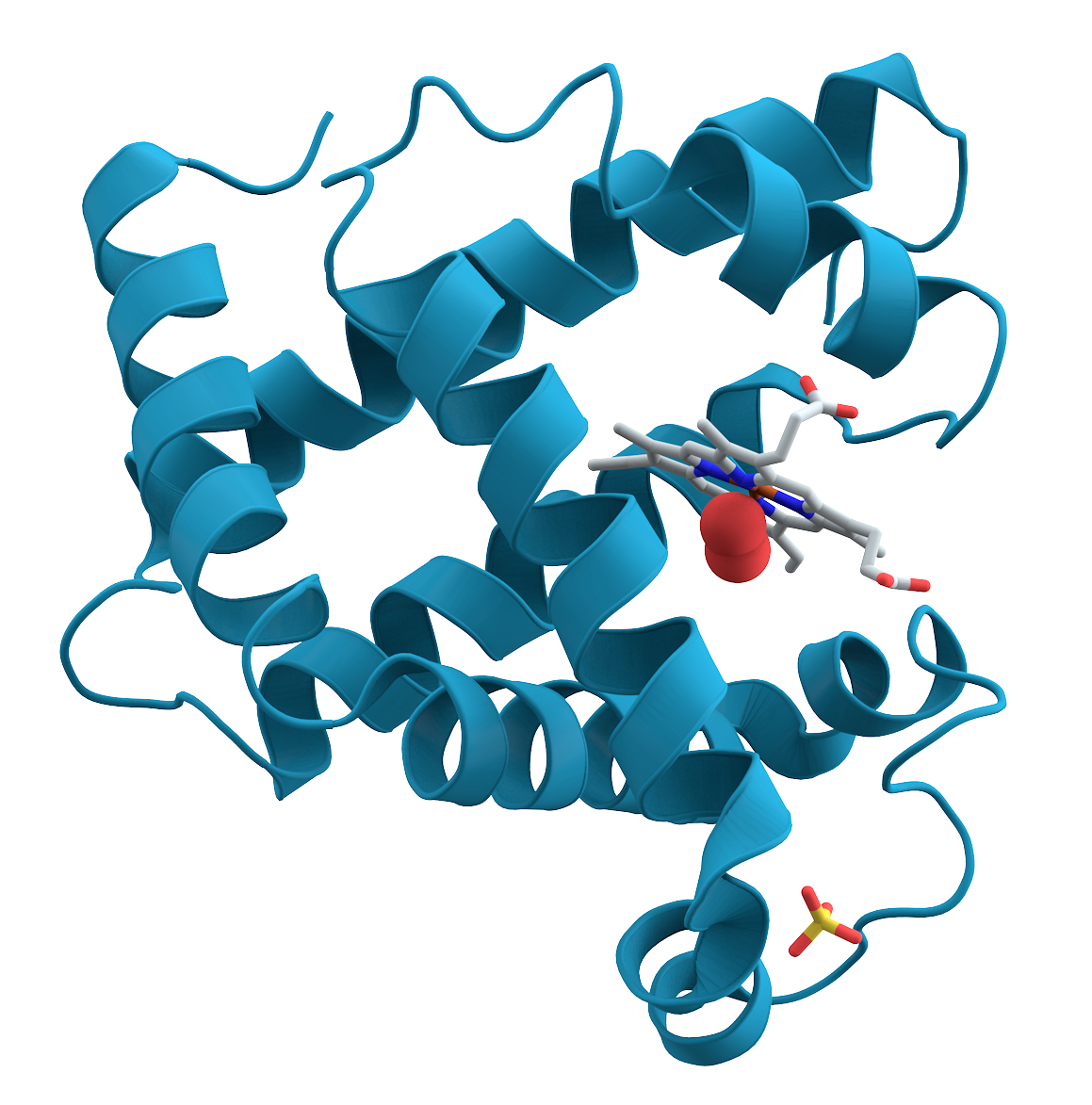
Molekula myoglobinu, první bílkovina, jejíž struktura byla objasněna.

Bílkoviny (proteiny) jsou podstatou živých organismů, kde plní různé funkce:
- stavební (kolagen, elastin, keratin)
- transportní a skladovací (hemoglobin, transferin)
- zajišťující pohyb (aktin, myosin)
- katalytické, řídící a regulační (enzymy, hormony, receptory, …)
- ochranné a obranné (imunoglobulin, fibrin, fibrinogen)

Jsou to makromolekuly složené z aminokyselin spojených peptidovou vazbou mezi karboxylem jedné aminokyseliny a aminoskupinou následující aminokyseliny.

Nukleové kyseliny RNA a DNA, jedny z nejsložitějších makromolekul živých organismů.

#### Nukleové kyseliny
Nukleové kyseliny řídí syntézu bílkovin a určují program činnosti buňky a tím i celého organizmu.
Nejběžnějšími nukleovými kyselinami jsou kyselina ribonukleová (RNA – RiboNucleic Acid) a kyselina deoxyribonukleová (DNA – DeoxyriboNucleic Acid). V RNA i v DNA jsou vždy čtyři druhy nukleotidů. Jejich různým pořadím v řetězci lze dosáhnout obrovského počtu kombinací. Právě sekvence jednotlivých druhů nukleotidů, která tvoří primární strukturou makromolekuly, v sobě uchovává genetickou informaci. Molekuly DNA jsou pravděpodobně největšími jednotlivými známými makromolekulami.
Nukleové kyseliny jsou makromolekuly tvořené polynukleotidovým řetězcem, který je z chemického hlediska polymerem nukleotidů. Nukleotidy jsou monomery složené ze tří složek: kyselina fosforečná, pěti uhlíkový monosacharid a dusíkatá báze.

## Metody biochemie
V biochemii se používají různé metody z různých oborů. Klasická biochemie využívá především analytickou chemii, organickou chemii, fyzikální chemii a fyziku. Důležité techniky jsou centrifugace, ultrazvukové trávení, elektroforéza gelu SDS, chromatografie, spektroskopie, radioaktivní značení, nukleární medicína, izotopové techniky, krystalizace, rozpad buněčné stěny chlazením a Amesův test. Dále to jsou potenciometrické, elektrometrické, polarografické a manometrické techniky. V současnosti přibyly k molekulárně biologickým metodám i metody z oblasti informatiky a matematiky. Kvantitativní hodnocení výsledků se bez matematických metod a tvorby formálních teorií pomocí matematiky neobejde.

## Význam biochemie
Bouřlivý rozvoj biochemie a molekulární biologie má velký význam pro medicínu (klinická biochemie), zemědělství, průmysl, ochranu životního prostředí a další obory lidské činnosti.
V medicíně biochemici zkoumají příčiny a léčbu onemocnění. Zabývají se i studie výživy, nutričními potravinami – jejich nedostatkem nebo přebytkem. V zemědělství biochemici zkoumají půdu, hnojiva, zlepšení pěstování plodin, skladování plodin a kontrolu škůdců.

## Studium biochemie
V České republice lze studovat biochemii jakožto obor na těchto fakultách:
- Přírodovědecká fakulta Univerzity Karlovy[1]
- Vysoká škola chemicko-technologická v Praze[2]
- Přírodovědecká fakulta Univerzity Palackého v Olomouci [3]
- Přírodovědecká fakulta Masarykovy univerzity v Brně.[4]